# Biljača (Bujanovac)
Biljača (serbisch-kyrillisch Биљача, albanisch Bilaç / Bilaçi) ist ein Dorf in der Gemeinde Bujanovac, Serbien.

## Geographie

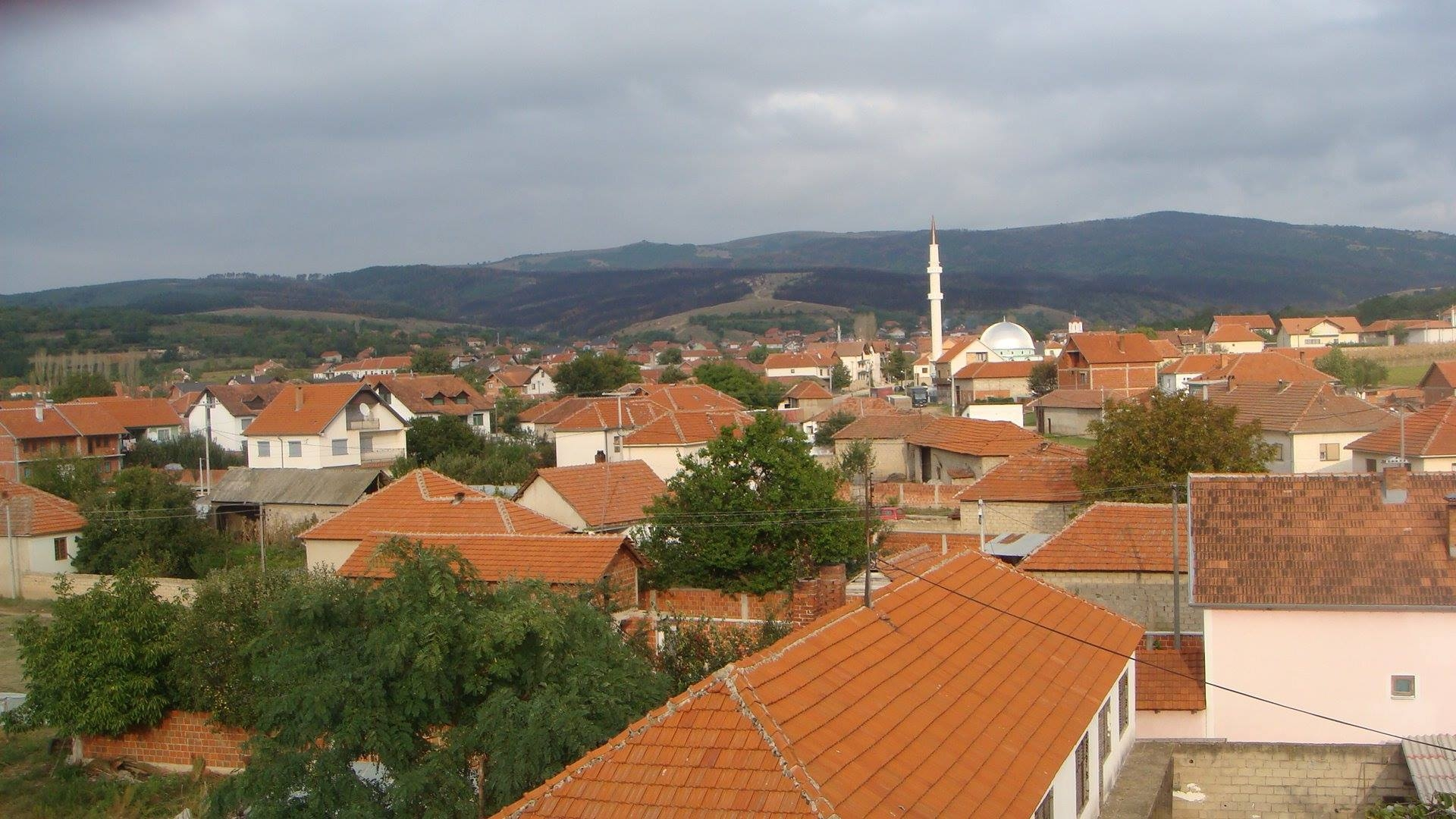
Ortsmitte

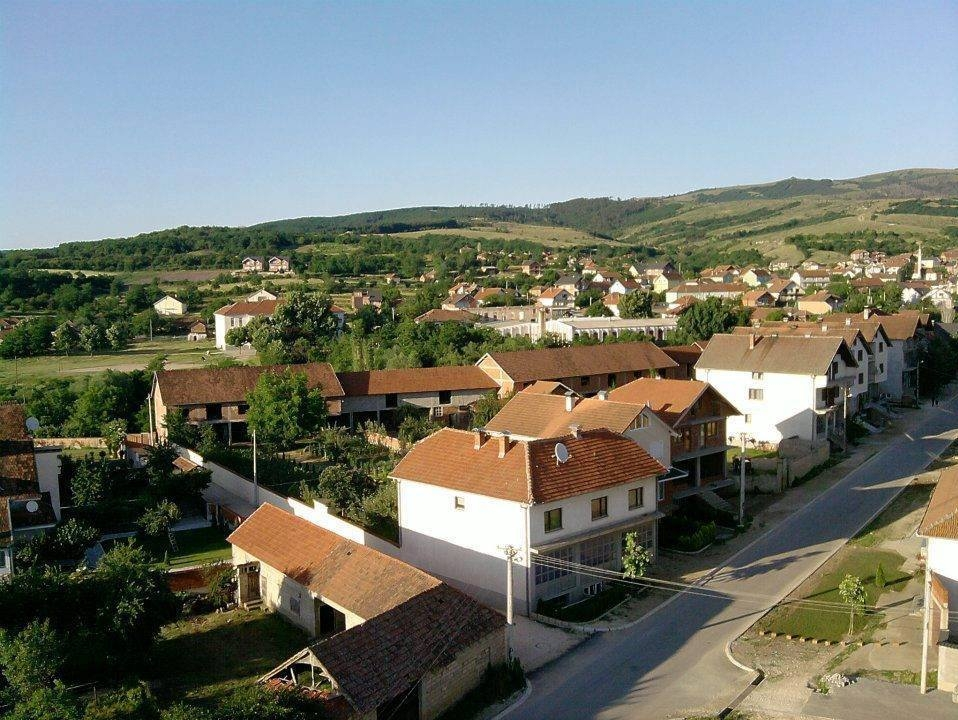
Ansicht Zentrum

Biljača liegt in einem Flusstal in der Nähe von Preševo an der serbischen Autobahn A1 (E-75) und hat fruchtbare Ackerflächen, die landwirtschaftlich genutzt werden.

## Demographie
Gemäß der Volkszählung im Jahr 2002 waren in Biljača 2928 Einwohner mit dauerhaftem Wohnsitz und 2036 mit vorübergehendem Wohnsitz angemeldet. Die Bewohner waren 2002 zu 83,69 % albanischer Abstammung. Der Rest bestand aus Serben, Türken und Roma.
Im September 2011 hat die albanische Abgeordnetenversammlung aus Preševo, Bujanovac und Medveđa die Albaner in Serbien dazu aufgerufen, an der serbischen Volkszählung im Dezember des gleichen Jahres nicht teilzunehmen, daher ist für 2011 kein Volkszählungsergebnis übermittelt worden.
| Jahr | Einwohner |
| ---- | --------- |
| 1948 | 1695      |
| 1953 | 1773      |
| 1961 | 1613      |
| 1971 | 1881      |
| 1981 | 2349      |
| 1991 | 2534      |
| 2003 | 2928      |